# AFC Women's Champions League 2025-2026
L'AFC Women's Champions League 2025-2026 sarà la seconda edizione del campionato asiatico di calcio femminile per club. Il torneo inizierà il 25 agosto 2025 e si concluderà il 24 maggio 2026 con la finale.

## Formato
Il formato per la prima edizione della competizione nella stagione 2025-2026 comprenderà:
- Una fase preliminare (un girone da quattro squadre e tre gironi da tre squadre), in sedi centralizzate.
- Un torneo principale con 12 squadre (tre gironi da quattro squadre), in una sede centralizzata.
- Quarti di finale, ospitati dalle vincitrici dei gironi e dalla migliore seconda classificata.
- Semifinali e finale, in una sede centralizzata.

## Ranking
I principi chiave della competizione sono stati pubblicati dall'AFC il 20 agosto 2023. Nelle prime quattro stagioni ci sarà una singola iscrizione per  membro partecipante. I club delle migliori sette nazioni asiatiche, secondo la Classifica mondiale femminile della FIFA per il 30% e i punti ottenuti dalle squadre per il 70% nella stagione precedente, godranno della qualificazione diretta alla fase a gironi, mentre le altre associazioni ottengono l'accesso alla fase preliminare. Per la seconda edizioni della competizione, 26 associazioni membri avevano fatto domanda per partecipare
| Pos. | Federazione         | Coeff. | Sq. |
| ---- | ------------------- | ------ | --- |
| 1    | Australia           | 97,662 | 1   |
| 2    | Corea del Sud       | 75,852 | 1   |
| 3    | Giappone            | 74,800 | 1   |
| 4    | Cina                | 74,583 | 1   |
| 5    | Vietnam             | 70,393 | 1   |
| 6    | Emirati Arabi Uniti | 50,763 | 1 0 |
| 7    | Iran                | 26,166 | 1   |
| 8    | Taipei Cinese       | 25,750 | 1   |
| 9    | Filippine           | 24,000 | 1   |
| 10   | Thailandia          | 22,000 | 1   |
| 11   | India               | 20,500 | 1   |
| 12   | Malesia             | 20,500 | 1   |
| 13   | Corea del Nord      | 20,250 | 1   |
| 14   | Uzbekistan          | 20,000 | 1   |
| 15   | Myanmar             | 18,500 | 1   |
| 16   | Giordania           | 18,500 | 1   |

| Pos. | Federazione    | Coeff. | Sq.  |
| ---- | -------------- | ------ | ---- |
| 17   | Hong Kong      | 14,000 | 1    |
| 18   | Laos           | 14,000 | 1    |
| 19   | Nepal          | 12,000 | 1    |
| 20   | Bahrein        | 11,500 | (NI) |
| 21   | Indonesia      | 11,500 | (NI) |
| 22   | Guam           | 11,000 | 1    |
| 23   | Singapore      | 9,500  | 1    |
| 24   | Cambogia       | 9,500  | 1    |
| 25   | Mongolia       | 9,500  | 1    |
| 26   | Arabia Saudita | 8,000  | 1    |
| 27   | Libano         | 8,000  | (NI) |
| 28   | Bangladesh     | 7,500  | (NI) |
| 29   | Kirghizistan   | 7,500  | 1    |
| 30   | Palestina      | 7,500  | (NI) |
| 31   | Turkmenistan   | 7,000  | (NI) |
| 32   | Tajikistan     | 7,000  | (NI) |

| Pos. | Federazione                   | Coeff. | Sq.  |
| ---- | ----------------------------- | ------ | ---- |
| 33   | Bhutan                        | 6,000  | 1    |
| 34   | Pakistan                      | 5,500  | (NI) |
| 35   | Sri Lanka                     | 5,500  | (NI) |
| 36   | Timor Est                     | 5,500  | (NI) |
| 37   | Siria                         | 5,000  | (NI) |
| 38   | Maldive                       | 4,500  | (NI) |
| 39   | Iraq                          | 4,500  | (NI) |
| 40   | Macao                         | 4,000  | (NI) |
| (NP) | Afghanistan                   | 0,000  | (NI) |
| (NP) | Kuwait                        | 0,000  | (NI) |
| (NP) | Qatar                         | 0,000  | (NI) |
| (NP) | Brunei                        | 0,000  | (NI) |
| (NP) | Isole Marianne Settentrionali | 0,000  | (NI) |
| (NP) | Oman                          | 0,000  | (NI) |
| (NP) | Yemen                         | 0,000  | (NI) |

Legenda:
- (NI) - Non partecipa
- (NP) - Nessuna posizione (l'associazione non ha partecipato alle cinque stagioni utilizzate per il calcolo dei coefficienti)

## Squadre partecipanti
La seguente lista contiene le squadre qualificate per il torneo e che competeranno per l'edizione in corso.
| Squadra            | Metodo qualificazione                            | App. (ultima)  |
| ------------------ | ------------------------------------------------ | -------------- |
| Melbourne City     | Campione A-League Women 2024-2025                | 2° (2024-2025) |
| Suwon FC Women     | Campione WK League 2024                          | 1°             |
| Tokyo Verdy Beleza | Campione WE League 2024-2025                     | 1°             |
| Wuhan Jiangda      | Campione Chinese Women's Super League 2024       | 2° (2024-25)   |
| Hồ Chí Minh City   | Campione Vietnamese Women's National League 2024 | 2° (2024-25)   |
| Bam Khatoon        | Campione Kowsar Women Football League 2024-2025  | 2° (2024-25)   |

| Squadra                   | Metodo qualificazione                               | App. (ultima) |
| ------------------------- | --------------------------------------------------- | ------------- |
| Kaohsiung Attackers       | Campione Taiwan Mulan Football League 2024          | 1°            |
| Stallion Laguna           | Campione PFF Women's Cup 2024                       | 1°            |
| College of Asian Scholars | Campione Thai Women's League 1 2025                 | 2° (2024-25)  |
| East Bengal               | Campione Indian Women's League 2024-2025            | 1°            |
| Kelana United             | Campione Malaysia National Women's League 2024      | 1°            |
| Naegohyang                | Campione DPR Korea Women's Premier League 2024-2025 | 1°            |
| Nasaf                     | Campione Uzbekistan Women's League 2024             | 2° (2024-25)  |
| ISPE                      | Campione Myanmar Women's League 2024                | 1°            |
| Etihad                    | Campione Jordan Women's Pro League 2024             | 2° (2024-25)  |
| Kitchee                   | Campione Hong Kong Women League 2024-2025           | 2° (2024-25)  |
| Master                    | Campione Lao Women's League 2024                    | 1°            |
| APF                       | Campione ANFA Women's League 2024                   | 2° (2024-25)  |
| Strykers                  | Campione Bud Light G League Championship 2025       | 1°            |
| Lion City Sailors         | Campione Women's Premier League 2024                | 2° (2024-25)  |
| Phnom Penh Crown          | Campione Cambodian Women's League 2024-2025         | 1°            |
| Khovd Western             | Campione Women's National Football League 2024      | 1°            |
| Al-Nassr                  | Campione Saudi Women's Premier League 2024-2025     | 2° (2024-25)  |
| Sdyushor SI - Asiagoal    | Campione Kyrgyzstan Women's Championship 2024       | 1°            |
| RTC                       | Campione Women's National League 2024               | 2° (2024-25)  |

## Turni e sorteggi
L'AFC ha fissato il calendario della competizione e gli abbinamenti che saranno necessari nello svolgersi del torneo.
| Turno                   | Turno            | Sorteggio         | Data              |
| ----------------------- | ---------------- | ----------------- | ----------------- |
| Turno di qualificazione | Prima giornata   | 3 luglio 2025     | 25-31 agosto 2025 |
| Turno di qualificazione | Seconda giornata | 3 luglio 2025     | 25-31 agosto 2025 |
| Turno di qualificazione | Terza giornata   | 3 luglio 2025     | 25-31 agosto 2025 |
| Fase a gironi           | Prima giornata   | 11 settembre 2025 | 3-12 ottobre 2025 |
| Fase a gironi           | Seconda giornata | 11 settembre 2025 | 3-12 ottobre 2025 |
| Fase a gironi           | Terza giornata   | 11 settembre 2025 | 3-12 ottobre 2025 |
| Quarti di finale        | Quarti di finale | 8 gennaio 2026    | 22-23 marzo 2026  |
| Semifinali              | Semifinali       | 8 gennaio 2026    | 21 maggio 2026    |
| Finale                  | Finale           | 8 gennaio 2026    | 24 maggio 2026    |

## Qualificazioni

### Sorteggio
| Urna 1                    | Urna 2     | Urna 3               | Urna 4                 |
| ------------------------- | ---------- | -------------------- | ---------------------- |
| Kaohsiung Attackers       | Naegohyang | APF                  | Khovd Western          |
| Stallion Laguna           | Nasaf (H)  | Master (H)           | Al-Nassr               |
| College of Asian Scholars | ISPE (H)   | Phnom Penh Crown (H) | Sdyushor SI - Asiagoal |
| East Bengal               | Etihad     | Strykers             | RTC                    |
| Kelana United (H)         | Kitchee    | Lion City Sailors    |                        |

(H) Squadra ospitante

### Gruppo A
| Pos | Squadra         | G | V | N | P | GF | GS | DG | Pt | Qualificazione      |
| --- | --------------- | - | - | - | - | -- | -- | -- | -- | ------------------- |
| 1   | Stallion Laguna | 0 | 0 | 0 | 0 | 0  | 0  | 0  | 0  | Qual. Fase a gironi |
| 2   | ISPE (H)        | 0 | 0 | 0 | 0 | 0  | 0  | 0  | 0  |                     |
| 3   | Strykers        | 0 | 0 | 0 | 0 | 0  | 0  | 0  | 0  |                     |
| 4   | Khovd Western   | 0 | 0 | 0 | 0 | 0  | 0  | 0  | 0  |                     |

### Gruppo B
| Pos | Squadra                   | G | V | N | P | GF | GS | DG | Pt | Qualificazione      |
| --- | ------------------------- | - | - | - | - | -- | -- | -- | -- | ------------------- |
| 1   | College of Asian Scholars | 0 | 0 | 0 | 0 | 0  | 0  | 0  | 0  | Qual. Fase a gironi |
| 2   | Nasaf (H)                 | 0 | 0 | 0 | 0 | 0  | 0  | 0  | 0  |                     |
| 3   | APF                       | 0 | 0 | 0 | 0 | 0  | 0  | 0  | 0  |                     |
| 4   | Al Nassr                  | 0 | 0 | 0 | 0 | 0  | 0  | 0  | 0  |                     |

### Gruppo C
| Pos | Squadra              | G | V | N | P | GF | GS | DG | Pt | Qualificazione      |
| --- | -------------------- | - | - | - | - | -- | -- | -- | -- | ------------------- |
| 1   | Kelana United (H)    | 0 | 0 | 0 | 0 | 0  | 0  | 0  | 0  | Qual. Fase a gironi |
| 2   | Etihad               | 0 | 0 | 0 | 0 | 0  | 0  | 0  | 0  |                     |
| 3   | Lion City Sailors    | 0 | 0 | 0 | 0 | 0  | 0  | 0  | 0  |                     |
| 4   | Sdyushor SI–Asiagoal | 0 | 0 | 0 | 0 | 0  | 0  | 0  | 0  |                     |

### Gruppo D
| Pos | Squadra             | G | V | N | P | GF | GS | DG | Pt | Qualificazione      |
| --- | ------------------- | - | - | - | - | -- | -- | -- | -- | ------------------- |
| 1   | Kaohsiung Attackers | 0 | 0 | 0 | 0 | 0  | 0  | 0  | 0  | Qual. Fase a gironi |
| 2   | Naegohyang          | 0 | 0 | 0 | 0 | 0  | 0  | 0  | 0  |                     |
| 3   | Master (H)          | 0 | 0 | 0 | 0 | 0  | 0  | 0  | 0  |                     |
| 4   | RTC                 | 0 | 0 | 0 | 0 | 0  | 0  | 0  | 0  |                     |

### Gruppo E
| Pos | Squadra              | G | V | N | P | GF | GS | DG | Pt | Qualificazione      |
| --- | -------------------- | - | - | - | - | -- | -- | -- | -- | ------------------- |
| 1   | East Bengal          | 0 | 0 | 0 | 0 | 0  | 0  | 0  | 0  | Qual. Fase a gironi |
| 2   | Kitchee              | 0 | 0 | 0 | 0 | 0  | 0  | 0  | 0  |                     |
| 3   | Phnom Penh Crown (H) | 0 | 0 | 0 | 0 | 0  | 0  | 0  | 0  |                     |

## Fase a eliminazione diretta
La fase a eliminazione diretta sarà giocata con partite a gara unica. Le semifinali e la finale si disputeranno in una sede centralizzata.